# Maximilien-Henri de Horion
Pour les articles homonymes, voir Horion.
Le comte Maximilien-Henri-Hyacinthe de Horion, seigneur de Colonster, né à Liège le 14 avril 1694 et mort le 24 mai 1759 , est un politicien liégeois.

## Biographie
Fils de Gérard Assuere de Horion, seigneur de Colonster et Grand mayeur de Liège et de Justine Hélène de Bentinck, Horion est le premier conseiller du prince-évêque Jean-Théodore de Bavière. Il détient un pouvoir de facto, en raison des fréquents séjours du prince-évêque à l'étranger. 
Converti aux Lumières, il soutient notamment Pierre Rousseau, le rédacteur en chef du Journal encyclopédique venu s’installer à Liège en 1756 avec l’autorisation  de Jean-Théodore de Bavière.
Il transforme le château de Colonster en château de plaisance à la manière du XVIIIe siècle, goût dont les salons de l’aile nord témoignent encore aujourd’hui.